# Oberlauterbach (Aresing)

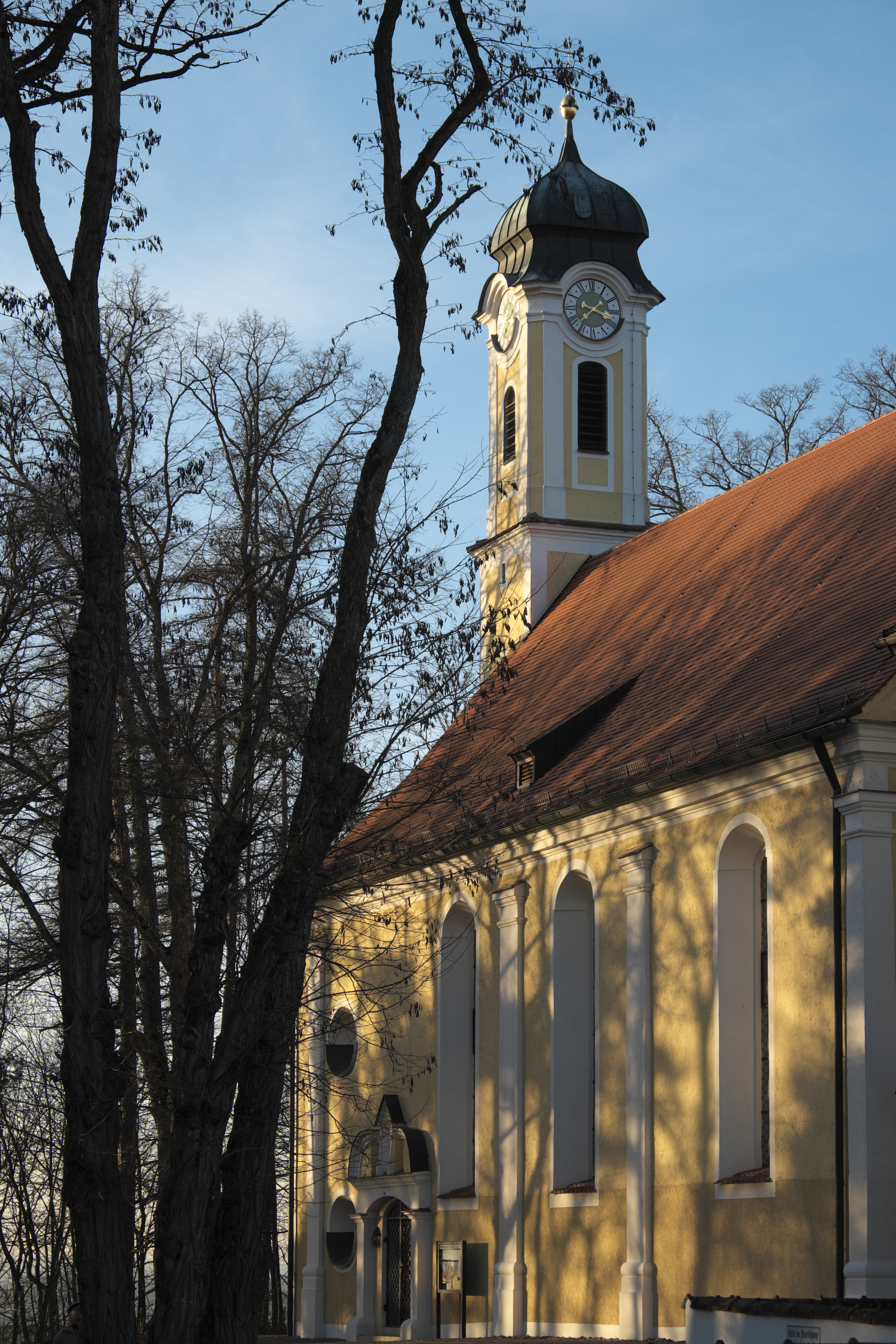
Pfarrkirche St. Wenzeslaus in Oberlauterbach

Oberlauterbach ist ein Gemeindeteil von Aresing und eine Gemarkung im Landkreis Neuburg-Schrobenhausen.

## Lage
Das Pfarrdorf Oberlauterbach liegt drei Kilometer östlich von Aresing in der Planungsregion Ingolstadt. Die Gemarkung Oberlauterbach liegt vollständig auf dem Gebiet der Gemeinde Aresing und hat eine Fläche von etwa 422,9 Hektar.